# Alfred Lehr
Alfred Paul Lehr (* 12. Oktober 1924 in Wien, Österreich; † 29. Juni 2011 ebenda) war ein österreichischer Bankkaufmann, Filmwissenschaftler, Filmmanager sowie Filmproduzent.

## Leben

### Bei der Bank und als Filmproduzent
Lehr besuchte nach seinem Abitur (1942) die Schule für Welthandel in Wien, wurde allerdings noch im selben Jahr zur Wehrmacht eingezogen und setzte 1946 die Studien der Handelswissenschaft fort. Er schloss mit den akademischen Graden Diplomkaufmann (1947) und Doktor der Handelswissenschaft (Dr. rer. comm.) (1948) ab. Nach einem kurzen Intermezzo bei einer Wiener Textilhandelsfirma wechselte Lehr zur Creditanstalt-Bankverein, wurde 1954 Referatsleiter und stieg 1956 in den Vorstand dieser Wiener Großbank (Filmabteilung) auf. 
Zeitgleich, 1954, gab Lehr seinen überaus erfolgreichen Einstand als Filmproduktionsleiter des Kassenschlagers Der Förster vom Silberwald. Während er bis zu Beginn der 1960er Jahre weiterhin aktiv Kinoproduktionen – überwiegend Heimatfilme – herstellte, machte Lehr parallel dazu Karriere in der österreichischen Filmwirtschaft und übernahm mehrere Funktionärsposten wie den eines Einzelprokuristen der Sascha-Film, den eines Aufsichtsrates der Austria Wochenschau und den eines Vizepräsidenten der Österreichischen Gesellschaft für Filmwissenschaft und Filmwirtschaft. Für die Produktionsfirma Österreichische Film GmbH (ÖFA) produzierte er bis 1961 (zuletzt den Rabenalt-Krimi “Mann im Schatten”) Filme.
Lehr blieb in seinen filmaktiven Jahren weiterhin in erster Linie Bankkaufmann und übernahm nebenbei Funktionärsporten im österreichischen Verband Österreichischer Wirtschaftsakademiker. Hier war er Erster Vizepräsident und von 1976 bis einschließlich 1998 deren Präsident. In der Generalversammlung 1998 wurde Lehr die Ehrenpräsidentschaft auf Lebenszeit angetragen. Im Creditanstalt-Bankverein avancierte er noch in den 1950er Jahren zum Oberprokuristen und wurde 1974 Direktor dieses großen Bankhauses. Von 1979 bis zu seinem Eintritt in den Ruhestand 1994 übte Alfred Lehr als Leiter der „Wirtschaftswissenschaftlichen Beratungsstelle“ eine weitere zentrale Funktion in der Creditanstalt aus.

### Wissenschaftliche Aktivitäten, Posten in der Filmwirtschaft und Ehrungen
Viele Jahre lang bekleidete Alfred Lehr eine Reihe von Funktionen als Geschäftsführer, Prokurist und Aufsichtsratsmitglied in Konzernunternehmungen der Bank. Lehr war in den Jahren 1953 bis 1957 Beisitzer und von 1957 bis 1976 Vorsitzender der Diplomprüfungskommissionen an der Hochschule für Welthandel. Außerdem war er seit 1962 als akademischer Lehrer an der Universität Wien und als beeideter Gerichtssachverständiger tätig. In diesem Zusammenhang veröffentlichte er zahlreiche Publikationen. Für diese Leistungen ernannte ihn der österreichische Staat 1965 zum Professor. 1976 erhielt er mit dem Senator einen weiteren Ehrentitel. 
Weitere Auszeichnungen waren das Österreichische Ehrenkreuz für Wissenschaft und Kunst I. Klasse, das Goldene Ehrenzeichen für Verdienste um das Land Wien und das Goldene Ehrenzeichen für Verdienste um das Bundesland Niederösterreich.
Lehr wirkte seit 1970 als Präsident des österreichischen Filmarchivs. Bereits 1955 wurde er Gründungsmitglied, Vizepräsident und Gründungsmitglied der Österreichischen Gesellschaft für Filmwissenschaft, Kommunikations- und Medienforschung und war außerdem Vizepräsident der Internationalen Vereinigung für Kommunikationswissenschaft, erster Vizepräsident der Österreichischen Werbewissenschaftlichen Gesellschaft an der Wirtschaftsuniversität Wien.

## Filmografie
- 1954: Der Förster vom Silberwald (Echo der Berge)
- 1955: Seine Tochter ist der Peter
- 1955: Die Sennerin von St. Kathrein
- 1956: Hengst Maestoso Austria
- 1956: Verlobung am Wolfgangsee
- 1957: Wer die Heimat liebt
- 1957: Ober, zahlen!
- 1957: Jungfrauenkrieg
- 1957: Mit Rosen fängt die Liebe an
- 1958: Sebastian Kneipp – Ein großes Leben
- 1958: So ein Millionär hat’s schwer
- 1959: Meine Tochter Patricia
- 1960: Das große Wunschkonzert
- 1961: Mann im Schatten
- 1961: Auf den Straßen einer Stadt